# Поздней ночью
«Поздней ночью» (англ. Late Night) — американское вечернее развлекательное ток-шоу, выходящее на канале NBC с 1982 года. За всю историю программы просуществовало четыре версии шоу со своими ведущими: Дэвид Леттерман (1982—1993), Конан О’Брайен (1993—2009), Джимми Фэллон (2009—2014) и Сет Майерс, который является ведущим в настоящее время. Дольше всех программу вел Конан О’Брайен, чья версия «Поздней ночью» пробыла в эфире с сентября 1993 по февраль 2009.

## Ведущие
| Шоу                                | Ведущий         | Первая трансляция | Последняя трансляция | Количество выпусков |
| ---------------------------------- | --------------- | ----------------- | -------------------- | ------------------- |
| Поздняя ночь с Дэвидом Леттерманом | Дэвид Леттерман | 1 февраля 1982    | 25 июня 1993         | 1 819               |
| Поздняя ночь с Конаном О'Брайеном  | Конан О’Брайен  | 13 сентября 1993  | 20 февраля 2009      | 2 725               |
| Поздняя ночь с Джимми Фэллоном     | Джимми Фэллон   | 2 марта 2009      | 7 февраля 2014       | 969                 |
| Поздняя ночь с Сетом Майерсом      | Сет Майерс      | 24 февраля 2014   | —                    | 1322                |